# Tog bay tog
Tog bay tog – Yidish kalendar (jiddisch; deutsch Tag für Tag; englisch Day by Day) ist eine vom Forverts, פֿאָרווערטס bzw. Forward – einer in jiddischer und englischer Sprache erscheinenden Zeitung aus New York – herausgegebene Reihe von Filmbiografien in jiddischer Sprache (mit englischen Untertiteln).
Die Sendungen in der Reihe der Online-Ausgabe der Zeitung wurden von dem jiddischsprechenden Autor und Journalisten Boris Sandler moderiert, der von 1998 bis 2016 der Herausgeber des Forverts war.
Die einzelnen Beiträge der Sendereihe bestehen aus kurzen, etwa 2 bis 5 Minuten langen Beiträgen über jiddische Schriftsteller, Musiker und Künstler des 19. und 20. Jahrhunderts.